# 新阿塞拜疆党

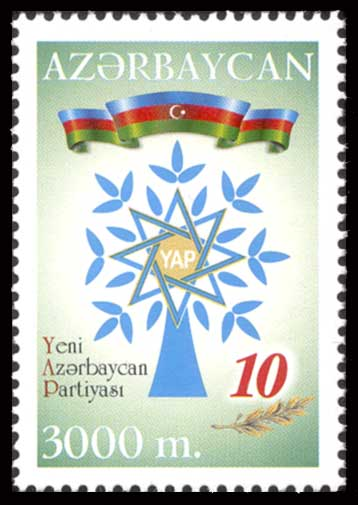
郵票上的黨徽

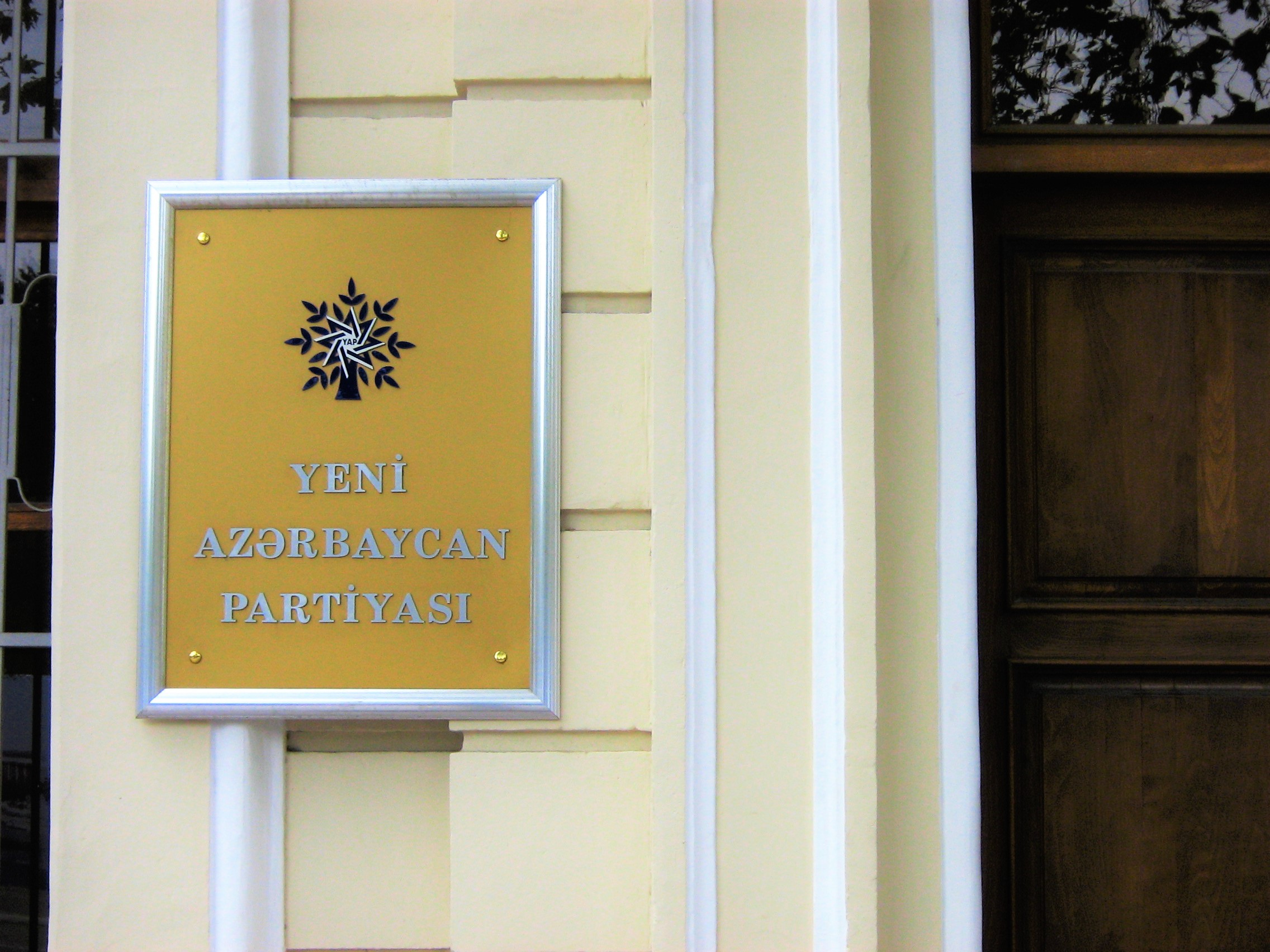
位于巴庫的新阿塞拜疆党总部

新阿塞拜疆党是阿塞拜疆的执政党。它于1992年由盖达尔·阿利耶夫创建。现任党主席是盖达尔之子伊尔哈姆·阿利耶夫。该党提倡法治、民主、民族主义和市场经济。它希望构建“社会化”的经济，以公民团结和社会公平为基础。1991年、2001年、2005年和2008年召开了党代会。至2009年，其党员已突破50万人。2011年阿拉伯社会发生动荡后，该党执行秘书阿里·艾哈迈多夫称阿塞拜疆将保持稳定。

## 外部連結
- （英文）官方網頁 （页面存档备份，存于）